# 苯苄醚
苯苄醚是一种醚类有机物，化学式为C13H12O。它可由苯酚和苄溴在氢氧化钾存在下反应制得。它和N-溴代丁二酰亚胺在2,4,6-三甲基苯胺催化下于二氯甲烷中反应，可以得到4-溴苯基(苄基)醚。